# 2016 au Yukon
Chronologie du Yukon
- 2012
- 2013
- 2014
- 2015
- 2016
- 2017
- 2018
- 2019
- 2020

Cette page concerne des événements d'actualité qui se sont produits durant l'année 2016 dans le territoire canadien du Yukon.

## Politique
- Premier ministre : Darrell Pasloski (Parti du Yukon) (jusqu'au 3 décembre) puis Sandy Silver (Parti libéral)
- Chef de l'opposition officielle : Elizabeth Hanson (NPD) puis Stacey Hassard (intérim) (Parti du Yukon)
- Commissaire : Doug Phillips
- Législature : 33e puis 34e (en)

## Événements
- 18 février : la haltérophile Jeane Lassen (en) se présente candidate libérale dans sa circonscription chez elle dans Takhini-Kopper King lors des élections du Yukon[1],[2].
- 10 mai : Le député territorial de Porter Creek Centre, David Laxton démissionne de la présidence de l'Assemblée législative et quitte le Parti du Yukon pour siéger en tant qu'indépendant pour des raisons personnelles[3]. Il semble que la démission soit due à une allégation de harcèlement sexuel portée contre lui[4]. La députée du Lac Watson Patti McLeod le remplace comme présidente de l'Assemblée.
- 8 juin : Le ministre de l'éducation et vétéran de la politique territoriale et municipale Doug Graham annonce qu'il ne cherchera pas à se faire réélire dans sa circonscription de Porter-Creek-Nord[5].
- 15 juin : le ministre des Services communautaires Currie Dixon annonce qu'il ne cherchera pas un second mandat comme député de Copperbelt-Nord. En 2011, il a été le plus jeune ministre de l'histoire du Yukon, à l'âge de 26 ans[6].
- 11 août : Après avoir dit qu'il ne serait pas candidat à la prochaine élection territoriale, le ministre de l'Éducation Doug Graham annonce qu'il allait demander la nomination du Parti du Yukon à Whitehorse-Centre. Il a été le député de Porter-Creek-Nord du Parti du Yukon depuis 2011[7].
- 7 novembre : La 38e élection générale yukonnaise se tient pour élire les députés territoriaux dans les 19 circonscriptions yukonnaises. Sandy Silver remporte la victoire et formera un gouvernement libéral majoritaire. Le résultat est de 11 libéraux élus, 6 du Parti du Yukon et 2 néo-démocrates. C'est une défaite sévère pour le Parti du Yukon, dont le chef Darrell Pasloski est battu dans sa circonscription. Son parti a été pouvoir pendant 14 ans. Celui-ci annonce qu'il quittera ses fonctions de chef du parti. Plusieurs candidats-vedettes comme l'ingénieur John Streicker (en) et l'ancienne commissaire Geraldine Van Bibber sont également élus. Trois ministres Doug Graham, Mike Nixon et Elaine Taylor sont également défaits et la haltérophile du libérale Jeane Lassen (en) n'a pas réussir à se faire élire.